# Anamorph
Anamorph és una  pel·lícula estatunidenca independent dirigida per Henry S. Miller, estrenada el 2007.

## Argument
L'inspector Stan Aubray investiga un homicidi. El mode operatori de l'assassí s'assembla estranyament a l'observat en un assumpte recent. Aubray intentarà reconstituir les peces d'un trencaclosques que ha germinat al cervell malalt d'un assassí en sèrie particularment sàdic. Deambula pels carrers de Nova York, com un fantasma, a la recerca de l'infame criminal que es creu un artista.

## Repartiment
- Willem Dafoe: Stan
- Scott Speedman: Carl
- Peter Stormare: Blair
- Clea DuVall: Sandy
- James Rebhorn: Brainard
- Amy Carlson: Alexandra Fredericks
- Yul Vazquez: Jorge
- Don Harvey: Killer
- Paul Lazar: Examinador mèdic
- Edward Hibbert: Gallery Owner
- Mick Foley: El Propietari de la botiga antiga